# Clavellisa scombri
Clavellisa scombri är en kräftdjursart som först beskrevs av Kurz 1877.  Clavellisa scombri ingår i släktet Clavellisa och familjen Lernaeopodidae. Arten är reproducerande i Sverige. Inga underarter finns listade i Catalogue of Life.